# Freccia Vallone 1999
La Freccia Vallone 1999, sessantatreesima edizione della corsa, si svolse il 14 aprile 1999 per un percorso di 200 km da Charleroi al muro di Huy. Fu vinta dall'italiano Michele Bartoli, al traguardo in 4h52'46" alla media di 40,988 km/h.

## Squadre e corridori partecipanti
| N.      | Cod. | Squadra                          |
| ------- | ---- | -------------------------------- |
| 1-8     | CTA  | Cantina Tollo-Alexia Alluminio   |
| 11-18   | MAP  | Mapei-Quick Step                 |
| 21-28   | RAB  | Rabobank                         |
| 31-38   | LOT  | Lotto-Mobistar                   |
| 41-48   | COF  | Cofidis, le Crédit par Téléphone |
| 51-58   | C.A  | Crédit Agricole                  |
| 61-68   | PLT  | Team Polti                       |
| 71-78   | CSO  | Casino-C'est votre Equipe        |
| 81-88   | MER  | Mercatone Uno-Bianchi            |
| 91-98   | KEL  | Kelme-Costa Blanca               |
| 101-108 | FDJ  | La Française des Jeux            |
| 111-118 | FES  | Festina-Lotus                    |
| 121-128 | ONC  | ONCE-Deutsche Bank               |

| N.      | Cod. | Squadra                         |
| ------- | ---- | ------------------------------- |
| 131-138 | SAE  | Saeco-Cannondale                |
| 141-148 | VIT  | Vitalicio Seguros               |
| 151-158 | LAM  | Lampre-Daikin                   |
| 161-168 | VIN  | Vini Caldirola-Sidermec         |
| 171-178 | TEL  | Team Deutsche Telekom           |
| 181-188 | BAN  | Banesto                         |
| 191-198 | USP  | US Postal Service               |
| 201-208 | RIS  | Riso Scotti-Vinavil             |
| 211-218 | VLA  | Vlaanderen 2002-Eddy Merckx     |
| 221-228 | BIG  | BigMat-Auber 93                 |
| 231-238 | HOM  | Home Market-Ville de Charleroi  |
| 241-248 | COS  | Collstrop-De Federale Verzeker. |

## Resoconto degli eventi
La corsa venne pesantemente caratterizzata dal freddo e dalla pioggia, trasformatasi in neve quando le temperature raggiunsero, durante la competizione, gli 0 °C. Al via si presentarono 188 ciclisti: dopo 41 chilometri di gara 14 di essi andarono in fuga, riuscendo a scollinare sul Muro di Huy (primo passaggio) con tre minuti di margine sul gruppo. L'inseguimento, condotto prevalentemente dal Team Polti di Davide Rebellin, ridusse via via il vantaggio degli uomini in avanscoperta, fino al ricongiungimento ai piedi della Côte de France.
Poco dopo, a 80 chilometri dall'arrivo, Bartoli attaccò una, due, tre volte: solo il campione del mondo in carica Oscar Camenzind e l'olandese Maarten den Bakker riuscirono a portarsi alla sua ruota. Dietro nessuno fu in grado di abbozzare alcun inseguimento e in breve i battistrada presero più di tre minuti. Più avanti però uno dei tre, Camenzind, rimase attardato, complice un problema alla cerniera zip della giacca antigelo, e non riuscì più a rientrare (verrà ripreso in vista del traguardo da Michael Boogerd e Mario Aerts).
A giocarsi la vittoria rimasero in due: Bartoli controllò bene il rivale, staccandolo quindi a metà dell'ultimo passaggio sul Muro di Huy, e si aggiudicò la corsa. All'arrivo precedette Den Bakker di 14", mentre terzo concluse il belga Aerts. Giù dal podio Camenzind, quarto. Solo 56 atleti portarono a termine il percorso.

## Ordine d'arrivo (Top 10)
| Pos. | Corridore          | Squadra         | Tempo    |
| ---- | ------------------ | --------------- | -------- |
| 1    | Michele Bartoli    | Mapei           | 4h52'46" |
| 2    | Maarten den Bakker | Rabobank        | a 14"    |
| 3    | Mario Aerts        | Lotto-Mobistar  | a 3'06"  |
| 4    | Oscar Camenzind    | Lampre-Daikin   | a 3'13"  |
| 5    | Michael Boogerd    | Rabobank        | a 3'34"  |
| 6    | Udo Bölts          | Deutsche Tel.   | a 3'40"  |
| 7    | Marco Velo         | Mercatone Uno   | a 3'42"  |
| 8    | Koos Moerenhout    | Rabobank        | a 3'45"  |
| 9    | Jens Voigt         | Crédit Agricole | a 3'48"  |
| 10   | Paolo Savoldelli   | Saeco           | a 3'53"  |